# احمد باسل فاضل
احمد باسل فاضل (انگلیسی: Ahmed Basil Fadhil؛ زادهٔ ۱۹ اوت ۱۹۹۶) بازیکن فوتبال اهل عراق است.
وی همچنین در تیم‌های ملی فوتبال زیر ۲۳ سال عراق و عراق بازی کرده‌است.